# Lago de Aiguebelette
O Lago de Aiguebelette, do francés: Lac d'Aiguebelette, é um lago natural, no município de Aiguebelette-le-Lac, no departamento de Saboia, França.

## Descrição
Com uma área de superfície de 5.45 km2 e uma profundidade de 71 metros, é um dos maiores lagos naturais da França. É conhecido por sua cor azul-esverdeada e as sete nascentes de água quente. As comunas de Novalaise, Lépin-le-Lac, Saint-Alban-de-Montbel e Aiguebelette-le-Lac fazem a fronteira do lado oeste do lago, enquanto a Chaîne de l'Épine fica a leste com o seu ponto alto no Mont Grêle (1,425 metros (4,68 pé)).
No extremo sul há duas ilhas, Le Petit Ile e Le Grand Ile, que tem uma capela.

## Recreação
A Chaîne de l'Épine é cortada por trilhas e há salto de parapentes durante o verão.
Barcos a motor não são permitidas no lago para preservar o silêncio e a vida selvagem ao longo do lago. Do lago tem vistas para a igreja de St. Alban de Montbel e os cumes de montanhas.

## Remo
O lago hospedou por duas vezes o Campeonato Mundial de Remo, a primeira vez em 1997  e a segunda em 2015.